# Cotylorhiza tuberculata
Cotylorhiza tuberculata — вид сцифоїдних медуз родини Cepheidae.

## Поширення
Мешкає в Середземному морі, переважно у відкритому  морі, здебільшого безпосередньо під поверхнею води. Медуза може активно рухатися і тому відносно не залежить від морських течій.

## Опис
Cotylorhiza tuberculata може досягати 40 см у діаметрі, але зазвичай менше 17 см. Гладкий піднятий центральний купол кнідарії жовтого кольору оточений напівпрозорим кільцем. Медуза має вісім центральних щупалець, що розгалужуються, і багато малих щупалець, які закінчуються фіолетовими ґудзикоподібними здуттями.

## Спосіб життя
Медуза живиться дрібними організмами і не шкодить рибі, тому між її щупальцями часто переховуються дрібні рибки. Самиці випускають багато личинок планул незадовго до смерті. Планули опускаються на дно і стають поліпами. Поліпи, які мають розмір від 5 до 10 міліметрів і мають 16 щупалець, навесні відрощують личинки ефіри шляхом брунькування, які згодом стають медузами.